# چارلز کوال
چارلز کوال (انگلیسی: Charles T. Kowal؛ زاده ۸ نوامبر ۱۹۴۰ درگذشته ۲۸ نوامبر ۲۰۱۱) ستاره‌شناس اهل ایالات متحده آمریکا بود که بیشتر به خاطر مشاهدات و کشفیاتش در منظومه شمسی مشهور است.